# Домініон
Домініо́н   (англ. dominion ← лат. dominium — держава, домініум, панство) — форма політичної системи, що існувала всередині Британської імперії і була проміжною формою між самоврядною колонією і суверенною державою, але з плином часу розвивалася до останньої. Першим британським домініоном була Канада, яка отримала такий статус у 1867. Потім з'явилися Австралія (1901), Нова Зеландія (1907), Ньюфаундленд (1907), Південно-Африканський Союз (1910) і Ірландська Вільна держава (1922).

## Походження
Перші пропозиції щодо створення домініонів були у двох брошурах — Джеймса Вілсона, Міркування про природу і ступені законодавчої влади британського парламенту, і Томаса Джефферсона, Короткий огляд прав Британської Америки — випущені незадовго до початку американської революції. Ідеологічна основа цих робіт було тією, що британський парламент не може приймати закони для колоній, оскільки його жителі не мають своїх представників у законодавчому органі. Замість цього вони запропонували, щоб колонії стали незалежними політичними утвореннями з власними парламентами, які пропонувалося створити за британським зразком, на чолі з британським монархом.

## Статус домініону
Статус домініону означав вищий ступінь автономії ніж той, що могла досягти британська заморська територія. Вони були створені на теренах, де населення переважно мало походження від європейських поселенців, особливо (але не винятково) британців. У принципі, домініони мали повну свободу вирішувати свої власні справи в усіх областях, за винятком оборони і зовнішньої політики. У той же час, проте, законодавство не могло суперечити закону, який приймався парламентом у Лондоні. Домініони мали набагато менше фінансових зобов'язань, ніж столиця колонії, але вони не могли розраховувати на британські ресурси. Коли один з домініонів збанкрутував, ціною на погашення своїх боргів через Лондон була втрата автономії (на кшталт Ньюфаундленд 1934, що в підсумку призвело до його приєднання до Канадської федерації в 1949).
Політична система була створена за зразком британських володінь, хоча іноді зазнавала певних модифікацій, у Канаді і Австралії, де було взято за зразок американський федералізм. Це було пов'язано з тим, що ці два володіння було створено в результаті злиття кількох раніше окремих колоній, які не потребували занадто багато централізації. Якщо б аналогічний державний устрій було впроваджено у Південно-Африканського Союзі, який був унітарною державою, щоб запобігти повторній ескалації конфлікту, яка раніше привела до Бурських війн. Домініони мали свої парламенти та уряди підзвітні їм з прем'єр-міністром на чолі. Британські інтереси представляв генерал-губернатор, який виконував подвійну функцію: він був також особистим представником монарха, але й представником британського уряду, в безпосередньому підпорядкуванні британському міністру колоній, а потім і міністру з особливих справ у Домініонах. Конституційні повноваження генерал-губернаторів були дуже широкими і включали право призначати та звільняти уряд, не звертаючи уваги на парламент і право на незаперечне вето на всі прийняті закони.

## Еволюція статусу
Домініони, отримавши цей статус, почали розширювати сферу своєї автономії. Ця тенденція була особливо очевидна в дії канадських політиків, а потім і Південної Африки та Ірландії. На іншому полюсі перебували Австралія та Нова Зеландія, де домінували пробританські настрої протягом тривалого часу. Прем'єри поступово зміцнили свої позиції за рахунок генерал-губернаторів, чия роль стає все більш представницькою. На рубежі століть володіння почали поступово перебирати владу над військом, маючи окремі корпуси в імперській армії, і в зовнішній політиці. У той же час створили так званий інститут регулярних імперських конференцій, в яких прем'єр-міністри обговорювали основні питання з ключовими британськими політиками. Їх позиції значно зміцнила Перша світова війна, де їх війська відіграли значну роль.

## Питання про дату незалежності
Шлях домініонів до незалежності був дуже поступовим і розтягнувся на багато років. У науковій літературі можна зустріти різні підходи до того, коли саме остаточно домініони отримали повну незалежність. Найпопулярніша точка зору — 1931, коли британський парламент прийняв закон, відомий як Вестмінстерський статут, який формально відмінив підпорядкування британських домініонів, і визнав їх повністю рівноправними суб'єктами колишньої метрополії. Цей документ трактує Співдружність як унію домініонів. Інші дати припускають:

1919 — домініони (і Індія, яка не мала цього статусу) були допущені на рівних умовах з суверенними державами до підписання Версальського договору і стали членами-засновниками Ліги Націй. 

1926 — Імператорська Конференція прийняла доповідь, підготовлену комітетом експертів під головуванням Артура Бальфура, що передбачало політичну угоду про положення статуту підписану пізніше у Вестмінстері, в тому ж році скасовано підпорядкування уряду британських домініонів генерал-губернаторам
1939 — коли володіння уперше змогло повністю вільно вирішувати, про участь у великих збройних конфліктах.
Інші вчені вважають, що кожен з домініонів став незалежним тільки в момент ратифікації Вестмінстерського Статуту з боку влади, яке відбулося в різний час у різних країнах.

## Друга світова війна
Після вступу Великої Британії у Другу світову війну, домініони повели себе по різному. Більшість домініонів заявили, що ця декларація не є обов'язковою для них, тільки австралійський уряд вирішив, що Австралія, таким чином, в стані війни. Проте, Нова Зеландія заявила про своє приєднання до війни разом з Великою Британією. Південна Африка та Канада оголосили війну Німеччині після затвердження парламентом, 6 і 10 вересня. Також вступив у війну Ньюфаундленд. Ірландія й інші залишилися нейтральними.

## Сьогодення
Після прийняття Індією республіканської форми правління у 1949 році і, відповідно, відмови визнавати британського монарха главою держави (при збереженні членства у співдружності) термін «домініон» перестав вживатися. Інші колишні домініони і колонії Великої Британії, які як і раніше визнають британського короля главою держави (Канада, Нова Зеландія тощо) і продовжують залишатися членами Співдружності, тепер іменуються королівствами Співдружності.